# Jonathan Mitchell (football)
Pour les articles homonymes, voir Mitchell.
Jonathan Philip Mitchell , né le 24 novembre 1994 à Hartlepool, est un footballeur anglais qui évolue au poste de gardien de but.

## Biographie
Mitchell réalise sa formation au sein du club de Newcastle United. 
Le 1er juillet 2014, il rejoint le club de Derby County. 
Le 13 août 2018, il est prêté à Oxford United.
Le 31 janvier 2019, il est prêté à Shrewsbury Town.
Le 21 janvier 2020, il est prêté à Macclesfield Town.
Le 4 août 2020, il est prêté à Northampton Town.
Le 6 août 2021, il rejoint Hartlepool United.
Le 21 janvier 2022, il rejoint Doncaster Rovers.
Le 3 novembre 2023, il rejoint Harrogate Town.

### Carrière internationale
Mitchell est appelé pour la première fois en équipe d'Angleterre espoirs en septembre 2016. Il réalise ses débuts avec les moins de 21 ans le 14 novembre 2016, avec une défaite 3-2 contre l'équipe de France.